# The Dutchess
Albums de Fergie
Double Dutchess
(2017)
Singles
1. London Bridge
Sortie : 19 juin 2006
2. Fergalicious
Sortie : 5 août 2006
3. Glamorous
Sortie : 3 février 2007
4. Big Girls Don't Cry
Sortie : 8 avril 2007
5. Clumsy
Sortie : 25 septembre 2007
6. Here I Come
Sortie : 13 janvier 2008
7. Finally (en)
Sortie : 2 mars 2008

The Dutchess est le premier album solo de Fergie, la chanteuse du groupe The Black Eyed Peas. Le style musical de cet album tourne principalement autour de la pop et du hip-hop, mais il y a aussi des influences RnB, funk, soul, pop rock et reggae.
Le titre de l'album est une mauvaise orthographe du titre « The Duchess of York », jeu de mots en anglais sur le fait que Stacy et Sarah Ferguson, la duchesse d'York, partagent le même nom de famille et le même surnom.
Le producteur de cet album, sorti en 2006, est le rappeur des Black Eyed Peas Will.i.am. Ludacris, B-Real (du groupe Cypress Hill) et Rita Marley participent à différents morceaux de l'album.
The Dutchess s'est écoulé à plus de six millions de copies dans le monde, dont quatre aux États-Unis.

## Liste des titres
Si les treize premières pistes sont semblables dans toutes les versions, les suivantes sont différentes, selon les versions.
- Version américaine

1. Fergalicious avec will.i.am
2. Clumsy
3. All that I got (The Make Up song) avec will.i.am
4. London Bridge
5. Pedestal
6. Voodoo Doll
7. Glamorous avec Ludacris
8. Here I come
9. Velvet
10. Big Girls Don't Cry
11. Mary Jane Shoes avec Rita Marley et I Threes
12. Losing my Ground
13. Finally
14. Maybe We Can Take a Ride (Bonus caché, environ 1 minute après la fin de Finally)

- Version française

1. Fergalicious avec will.i.am
2. Clumsy
3. All that I got (The Make Up song) avec will.i.am
4. London Bridge
5. Pedestal
6. Voodoo Doll
7. Glamorous avec Ludacris
8. Here I come
9. Velvet
10. Big Girls Don't Cry
11. Mary Jane Shoes avec Rita Marley et I Threes
12. Losing my Ground
13. Finally
14. Get Your Hands Up

- Version anglaise et australienne
  - 14. Get Your Hands Up (bonus) avec les Black Eyed Peas
  - 15. Wake Up (Bonus)
  - 16. Maybe We Can Take a Ride (Bonus caché, environ 1 minute après la fin de Wake Up)
- Version iTunes
  - 15. 	Close to You
  - 16. 	Paradise
  - 17. 	Wake Up

## Singles
"London Bridge (#1  États-Unis)"
"Fergalicious" (#2  États-Unis)
"Glamorous(#1  États-Unis) "
"Big Girls Don't Cry (#1  États-Unis)"

"Clumsy (#5  États-Unis) "
"Here I Come (#122  États-Unis)"
"Finally" (#101  États-Unis)

## Classements
| Classement       | Meilleure position |
| ---------------- | ------------------ |
| Australie        | 1                  |
| Autriche         | 17                 |
| Belgique         | 45                 |
| Canada           | 4                  |
| France           | 44                 |
| Allemagne        | 11                 |
| Irlande          | 9                  |
| Japon            | 3                  |
| Nouvelle-Zélande | 2                  |
| Pologne          | 14                 |
| Suède            | 35                 |
| Suisse           | 11                 |
| Royaume-Uni      | 18                 |
| États-Unis       | 2                  |

| Pays             | Institut de classement | Certification | Ventes     |
| ---------------- | ---------------------- | ------------- | ---------- |
| Australie        | ARIA                   | 2 × Platine   | 140 000    |
| Brésil           | N/A                    | Or            | 50 000     |
| Canada           | CRIA                   | Platine       | 100 000    |
| France           | SNEP                   | N/A           | 28 000     |
| Japon            | Oricon                 | Platine       | 330 000    |
| Mexique          | AMPROFON               | Or            | 50 000     |
| Nouvelle-Zélande | RIANZ                  | Platine       | 15 000     |
| Pologne          | OLIS                   | Or            | 10 000     |
| Royaume-Uni      | BPI                    | Or            | 100 000+   |
| États-Unis       | RIAA                   | 2 × Platine   | 2 650 000+ |